# Epicadus nigronotatus
Epicadus nigronotatus là một loài nhện trong họ Thomisidae.
Loài này thuộc chi Epicadus. Epicadus nigronotatus được Cândido Firmino de Mello-Leitão miêu tả năm 1940.